# 2019 en athlétisme
Cet article récapitule les faits marquants de l'année 2019 en athlétisme, les grandes compétitions de l'année, les records mondiaux et continentaux battus en 2019 et les décès d'athlètes survenus cette même année.

## Faits marquants

### Février
- 16 février : Samuel Tefera améliore le record du monde du 1 500 m en 3 min 31 s 04 (l'ancienne marque, détenue par Hicham El Guerrouj depuis 1997, était de 3 min 31 s 18) lors du Müller Indoor Grand Prix[1].
- 17 février : Sifan Hassan bat le record du monde féminin du 5 km en 14 min 44 s lors du 5 km Herculis de Monaco[2]. Dans la même course, Julien Wanders bat le record du monde masculin en 13 min 29 s[2].

### Mars
- 9 mars : Liu Hong établit le nouveau record du monde du 50 km marche en 3 h 59 min 15 s lors du Grand Prix de Chine[3]. Elle devient la première femme à passer sous la barre des 4 heures[3].

### Mai
- 12 mai : Naoki Tsukahara, Shingo Suetsugu, Shinji Takahira et Nobuharu Asahara reçoivent leur médaille d'argent olympique des Jeux olympiques d'été de 2008 après la disqualification du relais Jamaïcain médaillé d'or en 2017[4].

### Juillet
- 12 juillet : Sifan Hassan améliore le record du monde du mile en 4 min 12 s 33 lors du Meeting Herculis de Monaco[5]. En plus du record des Pays-Bas, trois autres records nationaux sont battus lors de cette même course : celui du Canada par Gabriela Debues-Stafford en 4 min 17 s 87, celui du Maroc par Rababe Arafi en 4 min 18 s 42 et celui de l'Ouganda par Winnie Nanyondo en 4 min 18 s 65[5].
- 25 juillet : Britany Anderson bat par deux fois le record du monde junior du 100 m haies (12 s 79 en série puis 12 s 71 en finale), battant l'ancien record de 12 s 84 détenu par Aliuska López depuis 1987[6].

### Septembre
- 15 septembre : Geoffrey Kipsang Kamworor améliore le record du monde du semi-marathon avec un temps de 58 min 01 s lors du semi-marathon de Copenhague[7]. L'ancien record de 58 min 18 s était détenu depuis 2018 par Abraham Kiptum[7].
- 30 septembre : Yaroslava Mahuchikh bat le record du monde junior du saut en hauteur avec une marque à 2,04 m lors de la finale des Mondiaux[8].

### Octobre
- 3 octobre : 
  - Salwa Eid Naser réalise la 3e meilleure performance de l'histoire sur le 400 m avec un temps de 48 s 14[9].
  - Niklas Kaul devient le plus jeune champion du monde de l'histoire du décathlon à 21 ans[10].
- 4 octobre : Dalilah Muhammad améliore son propre record du monde sur le 400 m haies en 52 s 16[11].
- 5 octobre : Sifan Hassan réalise un doublé historique en remportant lors des Mondiaux le 10 000 m puis le 1 500 m[12].
- 13 octobre : Brigid Kosgei bat le record du monde du marathon en 2 h 14 s 04 lors du marathon de Chicago, améliorant de près de 4 minutes l'ancienne marque[13].

### Novembre
- 6 novembre : Goldie Sayers reçoit rétroactivement la médaille de bronze du lancer du javelot des Jeux olympiques d'été de 2012 après la disqualification d'une de ses concurrentes pour dopage tandis qu'Anita Włodarczyk reçoit la médaille d'or du lancer du marteau pour la même raison[14].
- 9 novembre : Robert Keter améliore de deux secondes (13 min 22 s contre 13 min 24 s) le record du monde du 5 km lors de l'Urban Trail de Lille[15].

### Décembre
- 1er décembre : Joshua Cheptegei bat le record du monde du 10 km à Valence en 26 min 38 s, améliorant l'ancienne marque de 26 min 44 s détenue par Leonard Komon depuis 2010[16].

## Compétitions majeures

### Mondiales
- Championnats du monde
- Championnats du monde de cross
- Relais mondiaux
- Championnats du monde universitaires
- Championnats du monde de course en montagne
- Championnats du monde de trail
- Jeux panaméricains
- Championnats panarabes
- Jeux mondiaux militaires
- Match Europe - États-Unis
- Championnats panaméricains juniors

### Africaines
- Jeux africains
- Championnats d'Afrique juniors

### Amérique du Nord, centrale et Caraïbes
- Jeux de la Caribbean Free Trade Association
- Championnats NACAC espoirs

### Amérique du Sud
- Championnats d'Amérique du Sud
- Championnats d'Amérique du Sud juniors

### Asiatiques
- Championnats d'Asie
- Jeux d'Asie du Sud-Est

### Europe
- Championnats d’Europe en salle
- Championnats d'Europe par équipes
- Championnats d'Europe par équipes d'épreuves combinées
- Coupe d'Europe de marche
- Coupe d'Europe des lancers
- Coupe d'Europe du 10 000 m
- Championnats d'Europe de cross
- Championnats d'Europe de course en montagne
- Championnats d’Europe espoirs
- Championnats d’Europe juniors
- Jeux européens

### Océanie
- Championnats d'Océanie
- Jeux du Pacifique

## Records

### Records du monde
| Épreuve       | Athlète                   | Nation     | Performance     | Compétition                   | Lieu       | Date              |
| ------------- | ------------------------- | ---------- | --------------- | ----------------------------- | ---------- | ----------------- |
| 5 km          | Robert Keter              | Kenya      | 13 min 22 s     | Urban Lille 5 km              | Lille      | 9 novembre 2019   |
| 10 km         | Joshua Cheptegei          | Ouganda    | 26 min 38 s     | 10K Valencia Trinidad Alfonso | Valence    | 1er décembre 2019 |
| Semi-marathon | Geoffrey Kipsang Kamworor | Kenya      | 58 min 01 s     | Semi-marathon de Copenhague   | Copenhague | 15 septembre 2019 |
| Mile          | Sifan Hassan              | Pays-Bas   | 4 min 12 s 33   | Meeting Herculis              | Monaco     | 12 juillet 2019   |
| 5 km          | Sifan Hassan              | Pays-Bas   | 14 min 44 s     |                               | Monaco     | 17 février 2019   |
| Marathon      | Brigid Kosgei             | Kenya      | 2 h 14 min 04 s | Marathon de Chicago           | Chicago    | 13 octobre 2019   |
| 400 m haies   | Dalilah Muhammad          | États-Unis | 52 s 16         | Championnats du monde         | Doha       | 4 octobre 2019    |
| 50 km marche  | Liu Hong                  | Chine      | 3 h 59 min 15 s | Grand Prix de Chine           | Huangshan  | 9 mars 2019       |

| Épreuve   | Athlète                                                   | Nation     | Performance   | Compétition                    | Lieu       | Date            |
| --------- | --------------------------------------------------------- | ---------- | ------------- | ------------------------------ | ---------- | --------------- |
| 1 500 m   | Samuel Tefera                                             | Éthiopie   | 3 min 31 s 04 | Müller Indoor Grand Prix       | Birmingham | 16 février 2019 |
| Mile      | Yomif Kejelcha                                            | Éthiopie   | 3 min 47 s 01 | Bruce Lehane Invitational Mile | Boston     | 3 mars 2019     |
| 4 × 400 m | Amere Lattin Obi Igbokwe Jermaine Holt Kahmari Montgomery | États-Unis | 3 min 01 s 51 |                                | Clemson    | 9 février 2019  |

### Records continentaux

#### Afrique
| Épreuve       | Athlète                                                         | Nation         | Performance        | Compétition                 | Lieu       | Date              |
| ------------- | --------------------------------------------------------------- | -------------- | ------------------ | --------------------------- | ---------- | ----------------- |
| Semi-marathon | Geoffrey Kipsang Kamworor                                       | Kenya          | 58 min 01 s        | Semi-marathon de Copenhague | Copenhague | 15 septembre 2019 |
| Triple saut   | Hugues Fabrice Zango                                            | Burkina Faso   | 17,66 m (+0,5 m/s) | Championnats du monde       | Doha       | 29 septembre 2019 |
| 4 x 100 m     | Thando Dlodlo Simon Magakwe Clarence Munyai Akani Simbine       | Afrique du Sud | 37 s 65            | Championnats du monde       | Doha       | 4 octobre 2019    |
| 4 x 200 m     | Simon Magakwe Chederick van Wyk Sinesipho Dambile Akani Simbine | Afrique du Sud | 1 min 20 s 42      | Relais mondiaux             | Yokohama   | 12 mai 2019       |
| 15 km         | Letesenbet Gidey                                                | Éthiopie       | 44 min 20 s        | NN Zevenheuvelenloop        | Nimègue    | 17 novembre 2019  |
| Marathon      | Brigid Kosgei                                                   | Kenya          | 2 h 14 min 04 s    | Marathon de Chicago         | Chicago    | 13 octobre 2019   |

| Épreuve     | Athlète              | Nation       | Performance   | Compétition                    | Lieu       | Date            |
| ----------- | -------------------- | ------------ | ------------- | ------------------------------ | ---------- | --------------- |
| 800 m       | Michael Saruni       | Kenya        | 1 min 43 s 98 | Millrose Games                 | New York   | 9 février 2019  |
| 1 500 m     | Samuel Tefera        | Éthiopie     | 3 min 31 s 04 | Müller Indoor Grand Prix       | Birmingham | 16 février 2019 |
| Mile        | Yomif Kejelcha       | Éthiopie     | 3 min 47 s 01 | Bruce Lehane Invitational Mile | Boston     | 3 mars 2019     |
| Triple saut | Hugues Fabrice Zango | Burkina Faso | 17,58 m       | Meeting de Paris en salle      | Paris      | 27 janvier 2019 |

#### Amérique du Nord, centrale et Caraïbes
| Épreuve           | Athlète             | Nation     | Performance     | Compétition                      | Lieu       | Date             |
| ----------------- | ------------------- | ---------- | --------------- | -------------------------------- | ---------- | ---------------- |
| 800 m             | Donavan Brazier     | États-Unis | 1 min 42 s 34   | Championnats du monde            | Doha       | 1er octobre 2019 |
| Saut à la perche  | Sam Kendricks       | États-Unis | 6,06 m          | Championnats des États-Unis      | Des Moines | 27 juillet 2019  |
| 400 m             | Shaunae Miller-Uibo | Bahamas    | 48 s 37         | Championnats du monde            | Doha       | 3 octobre 2019   |
| 400 m haies       | Dalilah Muhammad    | États-Unis | 52 s 16         | Championnats du monde            | Doha       | 4 octobre 2019   |
| Lancer du marteau | DeAnna Price        | États-Unis | 78,24 m         | Championnats des États-Unis      | Des Moines | 27 juillet 2019  |
| 50 km marche      | Mirna Ortiz         | Guatemala  | 4 h 13 min 56 s | Championnats d'Amérique centrale | Guatemala  | 24 février 2019  |

#### Amérique du Sud
| Épreuve              | Athlète                                                                                 | Nation    | Performance        | Compétition                       | Lieu           | Date             |
| -------------------- | --------------------------------------------------------------------------------------- | --------- | ------------------ | --------------------------------- | -------------- | ---------------- |
| 400 m                | Anthony Zambrano                                                                        | Colombie  | 44 s 15            | Championnats du monde             | Doha           | 4 octobre 2019   |
| 110 m haies          | Gabriel Constantino                                                                     | Brésil    | 13 s 18 (+0,8 m/s) | Grand Prix de Hongrie             | Székesfehérvár | 9 juillet 2019   |
| Lancer du poids      | Darlan Romani                                                                           | Brésil    | 22,61 m            | Prefontaine Classic               | Palo Alto      | 30 juin 2019     |
| Lancer du disque     | Mauricio Ortega                                                                         | Colombie  | 66,42 m            | Jornada de Lançamentos            | Lovelhe        | 21 décembre 2019 |
| 4 x 100 m            | Rodrigo do Nascimento Vítor Hugo dos Santos Derick Silva Paulo André Camilo de Oliveira | Brésil    | 37 s 90            | Championnats du monde             | Doha           | 4 octobre 2019   |
| Triple saut          | Yulimar Rojas                                                                           | Venezuela | 15,41 m (+1,5 m/s) | Memorial Francisco Ramon Higueras | Andújar        | 6 septembre 2019 |
| Lancer du disque     | Andressa de Morais                                                                      | Brésil    | 65,98 m            | Jeux panaméricains                | Lima           | 6 août 2019      |
| 20 000 mètres marche | Karla Jaramillo                                                                         | Équateur  | 1 h 30 min 52 s 00 | Championnats d'Amérique du Sud    | Lima           | 25 mai 2019      |
| 20 km marche         | Glenda Morejón                                                                          | Équateur  | 1 h 25 min 29 s    | Gran Premio Cantones de La Coruña | La Corogne     | 8 juin 2019      |
| 50 km marche         | Johana Ordoñez                                                                          | Équateur  | 4 h 11 mon 12 s    | Jeux panaméricains                | Lima           | 11 août 2019     |
| 4 x 200 m            | Virginia Villalba Gabriela Suarez Narcisa Landázuri Ángela Tenorio                      | Équateur  | 1 min 35 s 91      | Relais mondiaux                   | Yokohama       | 12 mai 2019      |

| Épreuve | Athlète           | Nation   | Performance | Compétition                | Lieu       | Date            |
| ------- | ----------------- | -------- | ----------- | -------------------------- | ---------- | --------------- |
| 400 m   | Jhon Perlaza      | Colombie | 46 s 07     | Championnats NCAA en salle | Birmingham | 9 mars 2019     |
| 200 m   | Brenessa Thompson | Guyana   | 23 s 02     | Texas Tech Classic         | Lubbock    | 26 janvier 2019 |

#### Asie
| Épreuve           | Athlète                                         | Nation  | Performance        | Compétition                | Lieu      | Date            |
| ----------------- | ----------------------------------------------- | ------- | ------------------ | -------------------------- | --------- | --------------- |
| 200 m             | Xie Zhenye                                      | Chine   | 19 s 88 (+0,9 m/s) | London Grand Prix          | Londres   | 21 juillet 2019 |
| 4 x 200 m         | Mo Youxue Luo Wenyi Bie Ge Lin Junhong          | Chine   | 1 min 21 s 70      | Relais mondiaux            | Yokohama  | 12 mai 2019     |
| 400 m             | Salwa Eid Naser                                 | Bahreïn | 48 s 14            | Championnats du monde      | Doha      | 3 octobre 2019  |
| Saut à la perche  | Li Ling                                         | Chine   | 4,72 m             | IAAF Diamond League        | Shanghai  | 18 mai 2019     |
| Lancer du javelot | Lü Huihui                                       | Chine   | 67,98 m            | World Championships Trials | Shenyang  | 2 août 2019     |
| 50 km marche      | Liu Hong                                        | Chine   | 3 h 59 min 15 s    | Grand Prix de Chine        | Huangshan | 9 mars 2019     |
| 4 x 200 m         | Liang Xiaojing Wei Yongli Kong Lingwei Ge Manqi | Chine   | 1 min 32 s 76      | Relais mondiaux            | Yokohama  | 12 mai 2019     |

| Épreuve | Athlète     | Nation | Performance   | Compétition                             | Lieu   | Date            |
| ------- | ----------- | ------ | ------------- | --------------------------------------- | ------ | --------------- |
| Mile    | Nanami Arai | Japon  | 3 min 56 s 60 | Boston University Last Chance Qualifier | Boston | 24 février 2019 |

#### Europe
| Épreuve       | Athlète            | Nation   | Performance             | Compétition                                       | Lieu                | Date                                      |
| ------------- | ------------------ | -------- | ----------------------- | ------------------------------------------------- | ------------------- | ----------------------------------------- |
| 5 km          | Julien Wanders     | Suisse   | 13 min 29 s             | 5 km Herculis                                     | Monaco              | 17 février 2019                           |
| Semi-marathon | Julien Wanders     | Suisse   | 59 min 13 s             | Semi-marathon RAK                                 | Ras el Khaïmah      | 8 février 2019                            |
| Marathon      | Kaan Kigen Özbilen | Turquie  | 2 h 04 min 16 s         | Marathon de Valence                               | Valence             | 1er décembre 2019                         |
| 400 m haies   | Karsten Warholm    | Norvège  | 47 s 33 47 s 12 46 s 92 | Bislett Games London Grand Prix Weltklasse Zurich | Oslo Londres Zurich | 13 juin 2019 20 juillet 2019 29 août 2019 |
| Mile          | Sifan Hassan       | Pays-Bas | 4 min 12 s 33           | Meeting Herculis                                  | Monaco              | 12 juillet 2019                           |
| 3 000 m       | Sifan Hassan       | Pays-Bas | 8 min 18 s 49           | Prefontaine Classic                               | Palo Alto           | 30 juin 2019                              |
| 5 000 m       | Sifan Hassan       | Pays-Bas | 12 min 22 s 12          | London Grand Prix                                 | Londres             | 21 juillet 2019                           |
| 50 km marche  | Eleonora Giorgi    | Italie   | 4 h 04 min 50 s         | Championnats d'Europe de marche                   | Alytus              | 19 mai 2019                               |

| Épreuve | Athlète         | Nation  | Performance | Compétition                    | Lieu    | Date        |
| ------- | --------------- | ------- | ----------- | ------------------------------ | ------- | ----------- |
| 400 m   | Karsten Warholm | Norvège | 45 s 05     | Championnats d'Europe en salle | Glasgow | 2 mars 2019 |

#### Océanie
| Épreuve           | Athlète         | Nation           | Performance    | Compétition            | Lieu       | Date             |
| ----------------- | --------------- | ---------------- | -------------- | ---------------------- | ---------- | ---------------- |
| 10 000 m          | Stewart McSweyn | Australie        | 27 min 23 s 80 | Zatopek:10             | Melbourne  | 14 décembre 2019 |
| Lancer du marteau | Julia Ratcliffe | Nouvelle-Zélande | 71,39 m        | Championnats d'Océanie | Townsville | 28 juin 2019     |

| Épreuve    | Athlète         | Nation    | Performance   | Compétition              | Lieu       | Date            |
| ---------- | --------------- | --------- | ------------- | ------------------------ | ---------- | --------------- |
| 800 m      | Joseph Deng     | Australie | 1 min 47 s 27 | Müller Indoor Grand Prix | Birmingham | 16 février 2019 |
| 1 500 m    | Stewart McSweyn | Australie | 3 min 35 s 10 | Müller Indoor Grand Prix | Birmingham | 16 février 2019 |
| Heptathlon | Gary Haasbroek  | Australie | 5 949 points  |                          | Houston    | 26 janvier 2019 |

## Récompenses

### Femmes
| Prix                          | Gagnant             |
| ----------------------------- | ------------------- |
| Athlète de l'année IAAF       | Dalilah Muhammad    |
| Espoir de l'année IAAF        | Yaroslava Mahuchikh |
| Athlète européenne de l'année | Mariya Lasitskene   |
| Espoir européenne de l'année  | Yaroslava Mahuchikh |

### Hommes
| Prix                        | Gagnant         |
| --------------------------- | --------------- |
| Athlète de l'année IAAF     | Eliud Kipchoge  |
| Espoir de l'année IAAF      | Selemon Barega  |
| Athlète européen de l'année | Karsten Warholm |
| Espoir européen de l'année  | Niklas Kaul     |

## Bilans annuels

### En plein air

#### Femmes
| Épreuve              | Athlète                                                                 | Nation                  | Performance        | Lieu        | Date              |
| -------------------- | ----------------------------------------------------------------------- | ----------------------- | ------------------ | ----------- | ----------------- |
| 100 m                | Shelly-Ann Fraser-Pryce                                                 | Jamaïque                | 10 s 71 (+0,1 m/s) | Doha        | 29 septembre 2019 |
| 200 m                | Shaunae Miller-Uibo                                                     | Bahamas                 | 21 s 74 (-0,4 m/s) | Zurich      | 29 août 2019      |
| 400 m                | Salwa Eid Naser                                                         | Bahreïn                 | 48 s 14            | Doha        | 3 octobre 2019    |
| 800 m                | Caster Semenya                                                          | Afrique du Sud          | 1 min 54 s 98      | Doha        | 3 mai 2019        |
| 1 500 m              | Sifan Hassan                                                            | Pays-Bas                | 3 min 51 s 95      | Doha        | 5 octobre 2019    |
| Mile                 | Sifan Hassan                                                            | Pays-Bas                | 4 min 12 s 33      | Monaco      | 12 juillet 2019   |
| 5 000 m              | Hellen Obiri                                                            | Kenya                   | 14 min 20 s 36     | Londres     | 21 juillet 2019   |
| 10 000 m             | Sifan Hassan                                                            | Pays-Bas                | 30 min 17 s 62     | Doha        | 28 septembre 2019 |
| 10 km (route)        | Sheila Chepkirui                                                        | Kenya                   | 29 min 57 s        | Prague      | 7 septembre 2019  |
| 20 km (route)        | Sara Hall                                                               | États-Unis              | 1 h 06 min 46 s    | New Haven   | 2 septembre 2019  |
| Semi-marathon        | Brigid Kosgei                                                           | Kenya                   | 1 h 05 min 28 s    | Manama      | 15 mars 2019      |
| Marathon             | Brigid Kosgei                                                           | Kenya                   | 2 h 14 min 04 s    | Chicago     | 13 octobre 2019   |
| 3 000 mètres steeple | Beatrice Chepkoech                                                      | Kenya                   | 8 min 55 s 58      | Palo Alto   | 30 juin 2019      |
| 100 mètres haies     | Danielle Williams                                                       | Jamaïque                | 12 s 32 (+0,8 m/s) | Londres     | 20 juillet 2019   |
| 400 mètres haies     | Dalilah Muhammad                                                        | États-Unis              | 52 s 16            | Doha        | 4 octobre 2019    |
| Saut en hauteur      | Mariya Lasitskene                                                       | Athlète neutre autorisé | 2,06 m             | Ostrava     | 20 juin 2019      |
| Saut à la perche     | Anzhelika Sidorova                                                      | Athlète neutre autorisé | 4,95 m             | Doha        | 29 septembre 2019 |
| Saut en longueur     | Malaika Mihambo                                                         | Allemagne               | 7,30 m (-0,8 m/s)  | Doha        | 6 octobre 2019    |
| Triple saut          | Yulimar Rojas                                                           | Venezuela               | 15,41 m (+1,5 m/s) | Andújar     | 6 septembre 2019  |
| Lancer du poids      | Gong Lijiao                                                             | Chine                   | 20,31 m            | Zurich      | 29 août 2019      |
| Lancer du disque     | Yaimé Pérez                                                             | Cuba                    | 69,39 m            | Sotteville  | 16 juillet 2019   |
| Lancer du javelot    | Lü Huihui                                                               | Chine                   | 67,98 m            | Shenyang    | 2 août 2019       |
| Lancer du marteau    | DeAnna Price                                                            | États-Unis              | 78,24 m            | Des Moines  | 27 juillet 2019   |
| Heptathlon           | Katarina Johnson-Thompson                                               | Royaume-Uni             | 6 981 points       | Doha        | 4 octobre 2019    |
| 20 km marche         | Elena Lashmanova                                                        | Russie                  | 1 h 24 min 31 s    | Sotchi      | 18 février 2019   |
| 50 km marche         | Klavdiya Afanasyeva                                                     | Russie                  | 3 h 57 min 08 s    | Tcheboksary | 15 juin 2019      |
| 4 × 100 mètres       | Natalliah Whyte Shelly-Ann Fraser-Pryce Jonielle Smith Shericka Jackson | Jamaïque                | 41 s 44            | Doha        | 5 octobre 2019    |
| 4 × 400 mètres       | Phyllis Francis Sydney McLaughlin Dalilah Muhammad Wadeline Jonathas    | États-Unis              | 3 min 18 s 92      | Doha        | 6 octobre 2019    |

#### Hommes
| Épreuve              | Athlète                                                 | Nation     | Performance        | Lieu       | Date              |
| -------------------- | ------------------------------------------------------- | ---------- | ------------------ | ---------- | ----------------- |
| 100 m                | Christian Coleman                                       | États-Unis | 9 s 76 (+0,6 m/s)  | Doha       | 28 septembre 2019 |
| 200 m                | Noah Lyles                                              | États-Unis | 19 s 50 (-0,1 m/s) | Lausanne   | 5 juillet 2019    |
| 400 m                | Michael Norman                                          | États-Unis | 43 s 45            | Torrance   | 20 avril 2019     |
| 800 m                | Nijel Amos                                              | Botswana   | 1 min 41 s 89      | Monaco     | 12 juillet 2019   |
| 1 500 m              | Timothy Cheruiyot                                       | Kenya      | 3 min 28 s 77      | Lausanne   | 5 juillet 2019    |
| Mile                 | Samuel Tefera                                           | Éthiopie   | 3 min 49 s 45      | Londres    | 21 juillet 2019   |
| 5 000 m              | Telahun Bekele                                          | Éthiopie   | 12 min 52 s 98     | Rome       | 6 juin 2019       |
| 10 000 m             | Joshua Cheptegei                                        | Ouganda    | 26 min 48 s 36     | Doha       | 6 octobre 2019    |
| 10 km (route)        | Joshua Cheptegei                                        | Ouganda    | 26 min 38 s        | Valence    | 1er décembre 2019 |
| 20 km (route)        | Enos Kales                                              | Kenya      | 58 min 29 s        | Paris      | 13 octobre 2019   |
| Semi-marathon        | Geoffrey Kipsang Kamworor                               | Kenya      | 58 min 01 s        | Copenhague | 15 septembre 2019 |
| Marathon             | Kenenisa Bekele                                         | Éthiopie   | 2 h 01 min 41 s    | Berlin     | 29 septembre 2019 |
| 3 000 mètres steeple | Conseslus Kipruto                                       | Kenya      | 8 min 01 s 35      | Doha       | 4 octobre 2019    |
| 110 mètres haies     | Grant Holloway                                          | États-Unis | 12 s 98 (+0,8 m/s) | Austin     | 7 juin 2019       |
| 400 mètres haies     | Karsten Warholm                                         | Norvège    | 46 s 92            | Zurich     | 29 août 2019      |
| Saut en hauteur      | Mutaz Essa Barshim                                      | Qatar      | 2,37 m             | Doha       | 4 octobre 2019    |
| Saut à la perche     | Sam Kendricks                                           | États-Unis | 6,06 m             | Des Moines | 27 juillet 2019   |
| Saut en longueur     | Tajay Gayle                                             | Jamaïque   | 8,69 m (+0,5 m/s)  | Doha       | 28 septembre 2019 |
| Triple saut          | Will Claye                                              | États-Unis | 18,14 m (+0,4 m/s) | Long Beach | 29 juin 2019      |
| Lancer du poids      | Joe Kovacs                                              | États-Unis | 22,91 m            | Doha       | 5 octobre 2019    |
| Lancer du disque     | Daniel Ståhl                                            | Suède      | 71,86 m            | Bottnaryd  | 29 juin 2019      |
| Lancer du javelot    | Magnus Kirt                                             | Estonie    | 90,61 m            | Kuortane   | 22 juin 2019      |
| Lancer du marteau    | Wojciech Nowicki                                        | Pologne    | 81,74 m            | Poznań     | 2 juillet 2019    |
| Décathlon            | Damian Warner                                           | Canada     | 8 711 points       | Götzis     | 26 mai 2019       |
| 20 km marche         | Toshikazu Yamanishi                                     | Japon      | 1 h 17 min 15 s    | Nomi       | 17 mars 2019      |
| 50 km marche         | Masatora Kawano                                         | Japon      | 3 h 36 min 45 s    | Takahata   | 27 octobre 2019   |
| 4 × 100 mètres       | Christian Coleman Justin Gatlin Mike Rodgers Noah Lyles | États-Unis | 37 s 10            | Doha       | 5 octobre 2019    |
| 4 × 400 mètres       | Fred Kerley Michael Cherry Wilbert London Rai Benjamin  | États-Unis | 2 min 56 s 69      | Doha       | 6 octobre 2019    |

### En salle

#### Femmes
| Épreuve          | Athlète                                                                              | Nation                  | Performance    | Lieu       | Date             |
| ---------------- | ------------------------------------------------------------------------------------ | ----------------------- | -------------- | ---------- | ---------------- |
| 60 m             | Marie-Josée Ta Lou                                                                   | Côte d'Ivoire           | 7 s 02         | Düsseldorf | 20 février 2019  |
| 200 m            | Kayla White                                                                          | États-Unis              | 22 s 66        | Birmingham | 9 mars 2019      |
| 400 m            | Kaelin Roberts                                                                       | États-Unis              | 51 s 50        | Birmingham | 9 mars 2019      |
| 800 m            | Ajeé Wilson                                                                          | États-Unis              | 1 min 58 s 60  | New York   | 9 février 2019   |
| 1 500 m          | Genzebe Dibaba                                                                       | Éthiopie                | 3 min 59 s 08  | Sabadell   | 6 février 2019   |
| 3 000 m          | Laura Muir                                                                           | Royaume-Uni             | 8 min 30 s 61  | Glasgow    | 1er mars 2019    |
| 5 000 m          | Laura Muir                                                                           | Royaume-Uni             | 14 min 52 s 02 | Glasgow    | 4 janvier 2019   |
| 60 m haies       | Sharika Nelvis                                                                       | États-Unis              | 7 s 85         | New York   | 24 février 2019  |
| Saut en hauteur  | Mariya Lasitskene                                                                    | Athlète neutre autorisé | 2,04 m         | Moscou     | 3 février 2019   |
| Saut à la perche | Anzhelika Sidorova                                                                   | Athlète neutre autorisé | 4,91 m         | Madrid     | 8 février 2019   |
| Saut en longueur | Malaika Mihambo                                                                      | Allemagne               | 6,99 m         | Berlin     | 1er février 2019 |
| Triple saut      | Yulimar Rojas                                                                        | Venezuela               | 14,92 m        | Madrid     | 8 février 2019   |
| Lancer du poids  | Christina Schwanitz                                                                  | Allemagne               | 19,54 m        | Leipzig    | 16 février 2019  |
| Pentathlon       | Katarina Johnson-Thompson                                                            | Royaume-Uni             | 4 983 points   | Glasgow    | 1er mars 2019    |
| 3 000 m marche   | Brigita Virbalytė-Dimšienė                                                           | Lituanie                | 12 min 13 s 31 | Šiauliai   | 14 février 2019  |
| Relais 4 × 200 m | Jessica-Bianca Wessolly Ricarda Lobe Nadine Gonska Kathrin Wallmann                  | Allemagne               | 1 min 34 s 89  | Leipzig    | 17 février 2019  |
| Relais 4 × 400 m | Anna Kiełbasińska Iga Baumgart-Witan Małgorzata Hołub-Kowalik Justyna Święty-Ersetic | Pologne                 | 3 min 28 s 77  | Glasgow    | 3 mars 2019      |

#### Hommes
| Épreuve          | Athlète                                                           | Nation       | Performance    | Lieu             | Date            |
| ---------------- | ----------------------------------------------------------------- | ------------ | -------------- | ---------------- | --------------- |
| 60 m             | Su Bingtian                                                       | Chine        | 6 s 47         | Birmingham       | 16 février 2019 |
| 200 m            | Divine Oduduru                                                    | Nigeria      | 20 s 08        | Lubbock          | 23 février 2019 |
| 400 m            | Tyrell Richard                                                    | États-Unis   | 44 s 82        | Birmingham       | 9 mars 2019     |
| 800 m            | Michael Saruni                                                    | Kenya        | 1 min 43 s 98  | New York         | 9 février 2019  |
| 1 500 m          | Samuel Tefera                                                     | Éthiopie     | 3 min 31 s 04  | Birmingham       | 16 février 2019 |
| 3 000 m          | Hagos Gebrhiwet                                                   | Éthiopie     | 7 min 37 s 41  | Boston           | 26 janvier 2019 |
| 5 000 m          | Edward Cheserek                                                   | Kenya        | 13 min 08 s 05 | Boston           | 24 février 2019 |
| 60 m haies       | Grant Holloway                                                    | États-Unis   | 7 s 35         | Birmingham       | 9 mars 2019     |
| Saut en hauteur  | Naoto Tobe                                                        | Japon        | 2,35 m         | Karlsruhe        | 2 février 2019  |
| Saut à la perche | Piotr Lisek                                                       | Pologne      | 5,93 m         | Clermont-Ferrand | 24 février 2019 |
| Saut en longueur | Miltiádis Tedóglou                                                | Grèce        | 8,38 m         | Glasgow          | 3 mars 2019     |
| Triple saut      | Hugues Fabrice Zango                                              | Burkina Faso | 17,58 m        | Paris            | 27 janvier 2019 |
| Lancer du poids  | Ryan Crouser                                                      | États-Unis   | 22,33 m        | New York         | 9 février 2019  |
| Heptathlon       | Jorge Ureña                                                       | Espagne      | 6 218 points   | Glasgow          | 3 mars 2019     |
| 3 000 m marche   | Alex Wright                                                       | Irlande      | 11 min 06 s 69 | Abbottstown      | 2 février 2019  |
| 5 000 m marche   | Vasiliy Mizinov                                                   | Russie       | 18 min 28 s 50 | Tcheliabinsk     | 6 janvier 2019  |
| Relais 4 × 200 m | Aleixo-Platini Menga Tobias Lange Jonas Breitkopf Daniel Hoffmann | Allemagne    | 1 min 24 s 92  | Leipzig          | 17 février 2019 |
| Relais 4 × 400 m | Amere Lattin Obi Igbokwe Jermaine Holt Kahmari Montgomery         | États-Unis   | 3 min 01 s 51  | Clemson          | 9 février 2019  |

## Décès

### Janvier
- 8 janvier : Sergei Khodakov (en), lanceur handisport russe, à 52 ans (° 11 mars 1966)[25].
- 13 janvier : Pierre Alard, lanceur de disque français, à 81 ans (° 17 septembre 1937)[26].
- 21 janvier : Göran Högberg (en), coureur de fond suédois, à 70 ans (° 20 décembre 1948)[27].
- 23 janvier : Hidekichi Miyazaki (en), sprinteur japonais, à 108 ans (° 22 septembre 1910)[28].
- 26 janvier : Henrik Jørgensen (en), marathonien danois, à 57 ans (° 10 octobre 1961)[29].
- 29 janvier : Jean-Pierre Boccardo, coureur de demi-fond français, à 76 ans (° 16 mars 1942)[30].

### Février
- 6 février : Tilly van der Zwaard, coureuse de demi-fond et sprinteuse néerlandaise, à 81 ans (° 18 janvier 1938)[31].
- 10 février :
  - Heinz Fütterer, sprinteur allemand, à 87 ans (° 14 octobre 1931)[32].
  - Maura Viceconte, marathonienne italienne, à 51 ans (° 3 octobre 1967)[33].
- 4 février : Michel Bernard, coureur de demi-fond et de fond français, à 87 ans (° 31 décembre 1931)[34].
- 16 février : Don Bragg, perchiste américain, à 83 ans (° 15 mai 1935)[35].
- 27 février : Willie Williams, sprinteur américain, à 87 ans (° 12 septembre 1931)[36].